# Bourreria oxyphylla
Bourreria oxyphylla är en strävbladig växtart som beskrevs av Standley. Bourreria oxyphylla ingår i släktet Bourreria och familjen strävbladiga växter. Inga underarter finns listade i Catalogue of Life.